# Kallehave Stål & Montage
Kallehave Stål & Montage ApS er et dansk smede-, svejse- og montagefirma med hovedsæde i Nordborg. Virksomheden blev stiftet af Jan Kallehave i 2010. Den har 40 medarbejdere og en omsætning på 40 mio. kr. og er leverandør af stålkonstruktioner til store byggevirksomheder som MT Højgaard, Hoffmann og A. Enggaard. Virksomheden er underleverandør til entreprenører og industri og har specialiseret sig i forarbejdning af rustfri stål og byggestål til blandt andet altaner, gelændere og trapper.
Dagbladet Børsen har et par gange tildelt virksomheden Gazellepriser for vækst i både omsætning produktion, ligesom selskabet har kandideret til flere lokale hæderspriser.

## Baggrund

### Historie
I 2010 etablerede smed Jan Kallehave virksomheden Kallehave Stål & Montage. Først som enkeltmandsvirksomhed med fokus på stålkonstruktioner til byggebranchen. I 2014 beskæftigede virksomheden 12 ansatte, mens den i 2017 havde 40 ansatte samt en omsætning på 30 mio. kr.

### Byggeri i Danmark
Virksomheden har blandt andet haft opgaver på Linaks 6.300 kvadratmeter nye fabriksbygning, Kinorama i Borgen, Hotel Alsik samt Femern-projektet.

### Udmærkelser
- Årets Erhvervsinitiativ af JCI Sønderborg (2021)
- DI Sønderjyllands Initiativpris (2019)
- Årets Vækstvirksomhed af Sønderborg Vækstråd og Sønderborg Iværksætter Service (2018)
- Åretes Gazellepris fra Sønderborg Vækstråd (2017)